# Čelje
Čelje – wieś w Słowenii, w gminie Ilirska Bistrica. W 2018 roku liczyła 51 mieszkańców.